# Autoroute A84
L’autoroute A 84 è un'autostrada francese che parte da Rennes (intersezione con la N136), presso Thorigné-Fouillard, passa poco ad ovest di Fougères, aggira Avranches e termina a Caen, presso Bretteville-sur-Odon, dove si trova l'innesto sulla N814. Fa parte della strada europea E3, della E401 e della Route des Estuaires, tanto da essere comunemente detta Autoroute des Estuaires.